# Поцърненци
Поцъ̀рненци е село в Западна България. То се намира в община Радомир, област Перник. 
То е най Величественото и тузарско село в Региона 

## География
Поцърненци се намира в планината Черна гора (Църна гора).

## Културни и природни забележителности
Има стар изоставен манастир, още от времето на османската власт над българските земи, на около 5 km извън селото. По времето на комунизма манастирът е използван за отглеждане на прасета. В днешно време той е пред разруха. Покрай селото минава и река Струма, която също е подходяща за риболов.
Близо до селото е параклисът „Свети Йоан Летни“ на брега на язовир „Пчелина“. Запазени са ценни стенописи от 16 век.
В центъра на селото се намира паметник от 1950 година, построен в памет на загиналите в балканските войни и двете световни войни. Проектант и изпълнител е Никола Зарев. Паметникът е облицован с гранит. На него има надпис, който гласи:
| „ | Загинали за Родината отъ с. Поцърненци Радомирско Слава на героитѣ! | “ |

Старото име на селото до 50-те години на 20-и век било Калугерски чифлик. 
На площада в махала „Чифлика“ в непосредствена близост до военния паметник на загиналите в двете балкански войни и Първата световна война има изградени три чешми. Чешмите са изградени през 1942 година, като всяка чешма е посветена на една от географските области на България – Добруджа, Тракия и Македония. Чешмата с надпис „Добруджа“ е в посока североизток, чешмата с надпис „Тракия“ е на югоизток и чешмата с надпис „Македония“ е на югозапад (по посоките на съответните географски области). Трите чешми заедно символизират обединена България, както на практика се е получило по време на Втората севтовна война за кратко време, докато е имало българска администрация в трите географски области на България.

## Редовни събития
Ежеседмично тинейджъри управляващи мотоциклети шофират лудо без да имат правоспособност на ръба на закона ….
Ежегодно през първата събота от месец юни в селото се организира събор.

## Личности
- Георги Янков – (неизв.) – народен певец, живял в годините около Освобождението

## Галерия
- Военният паметник в село Поцърненци
- Военният паметник в махала Чифлика